# US-Mexico-Canada Agreement

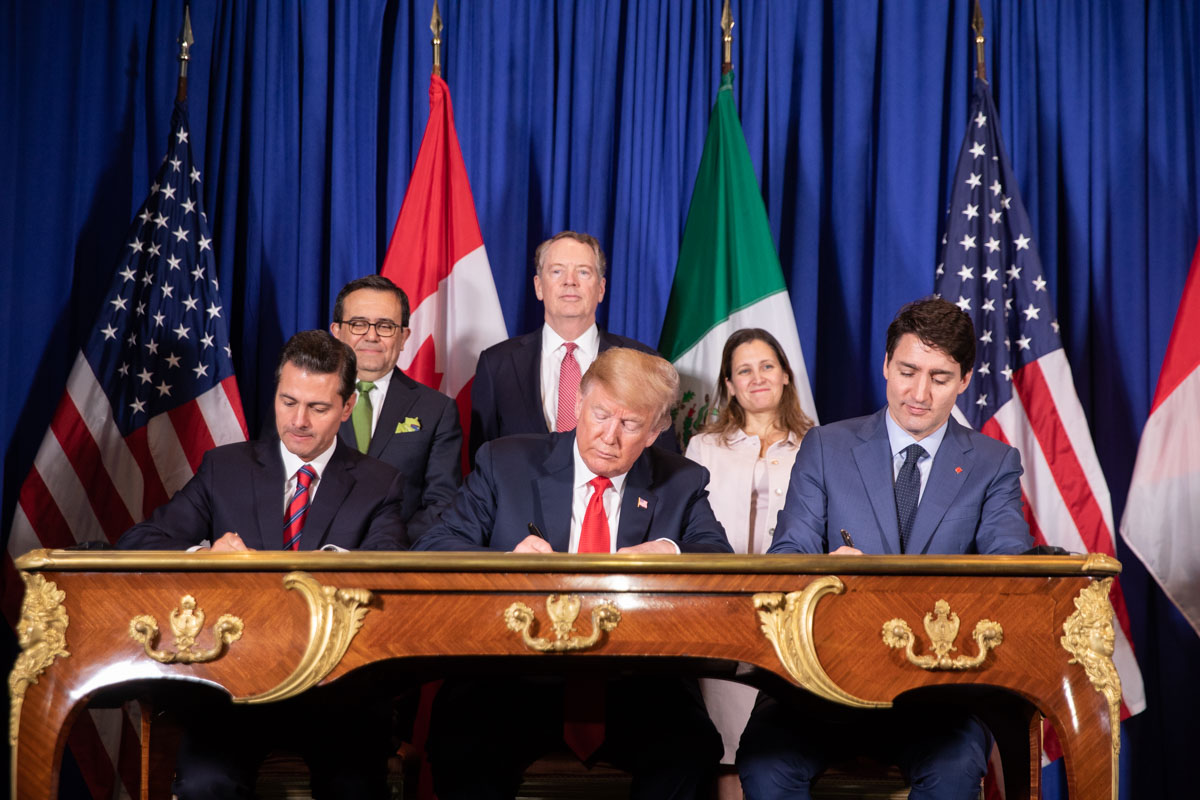
De overeenkomst wordt getekend door (van links naar rechts) Enrique Peña Nieto, Donald Trump en Justin Trudeau op 30 november 2018.

De US-Mexico-Canada Agreement (USMCA; Spaans: Tratado entre México, Estados Unidos y Canadá, T-MEC; Frans: Accord Canada–États-Unis–Mexique, ACEUM) is een vrijhandelsovereenkomst tussen Canada, Mexico en de Verenigde Staten die van kracht op 1 juli 2020 is gegaan.
Het vervangt de Noord-Amerikaanse Vrijhandelsovereenkomst (NAFTA) die in 1994 werd geïmplementeerd en wordt soms beschreven als de "NAFTA 2.0" of de "Nieuwe NAFTA", aangezien het grotendeels de bepalingen van zijn voorganger handhaaft of moderniseert. Een nieuwe vrijhandelsovereenkomst was een verkiezingsbelofte van Donald Trump in de Amerikaanse presidentsverkiezingen 2016.
De USMCA creëerde een van 's werelds grootste vrijhandelszones, met een bevolking van meer dan 510 miljoen mensen en een economie van $30,997 biljoen in nominale termen, of bijna 30 procent van de mondiale economie.